# Georg Eckelt
Georg Eckelt (* 19. März 1932 in Wischütz, Niederschlesien; † 26. Juli 2012 in Königs Wusterhausen) war ein deutscher Grafiker und Fotograf. Er gilt als ein führender Vertreter der ostdeutschen Sachfotografie.

## Leben
Nach seinem Abitur an der Kreuzschule in Dresden und einer Lehre zum Maschinenbauer studierte Georg Eckelt ab 1953 an der Hochschule für Maschinenbau Karl-Marx-Stadt, brach die Ausbildung jedoch nach zwei Jahren ab. 1955 nahm er ein Studium in der Fachrichtung Fotografik an der Hochschule für Grafik und Buchkunst Leipzig auf, welches er 1960 bei Johannes Widmann mit Diplom abschloss.
Von 1960 bis 1967 leitete er die Abteilung Fotografie am Institut für angewandte Kunst Berlin. 1966 wurde er Kandidat und 1971 Mitglied des Verbandes Bildender Künstler der DDR.
Ab 1963 mietete er Ladenräume in der Winsstraße 25 in Berlin-Prenzlauer Berg, die er bis 1992 für seine freiberufliche Tätigkeit als Atelier nutzte. Es entstanden Aufnahmen für verschiedenste Industriebetriebe sowie Einrichtungen wie die Deutsche Werbe- und Anzeigengesellschaft (DEWAG), das Amt für Industrielle Formgestaltung (AIF) und die Kunsthochschule Berlin-Weißensee.
Zwischen 1973 und 1976 erstellte er die fotografische Dokumentation der Errichtung des Palastes der Republik.
Seine Arbeiten sind gekennzeichnet durch einen sachlich-nüchternen Stil, der die abgebildeten Industrieprodukte in den Mittelpunkt der Arbeit rückt. Eckelt fotografierte unter anderem die Entwürfe von Formgestaltern wie Marlies Ameling, Ilse Decho, Karl Clauss Dietel, Wolfgang Dyroff, Rudolf Horn, Margarete Jahny, Erich John, Dietmar Palloks, Jürgen Peters, Christa Petroff-Bohne, Reinhard Roy, Lutz Rudolph und Wilhelm Wagenfeld.
Der fotografische Nachlass wird von seinem Sohn Christoph Eckelt verwaltet.

## Preise und Auszeichnungen
- Beste Plakatserie 1972 – 2. Qualitätswettbewerb der DEWAG (Konsum-Plakatserie „Waren täglicher Bedarf“ mit Margret Mühle)
- 2. und 3. Preis – Wettbewerb 1977 „Das Industrieprodukt im Foto“ der Fachzeitschrift für industrielle Formgestaltung „form+zweck“
- 1. und 2. Preis – Wettbewerb 1979 „Das Industrieprodukt im Foto“ der Fachzeitschrift für industrielle Formgestaltung „form+zweck“
- 3. Preis – Wettbewerb 1980 „Das Industrieprodukt im Foto“ der Fachzeitschrift für industrielle Formgestaltung „form+zweck“
- 2. Preis – Wettbewerb 1981 „Das Industrieprodukt im Foto“ der Fachzeitschrift für industrielle Formgestaltung „form+zweck“
- Auszeichnung beim Wettbewerb „Beste Arbeiten des Jahres“ der DEWAG in den Jahren 1986, 1987 und 1988
- 2. und 3. Preis – Foto-Design-Wettbewerb 1988 des Verbandes Bildender Künstler der DDR

## Werke in Ausstellungen
- Design in der DDR. Design Center des Landesgewerbeamtes Baden-Württemberg, Stuttgart - 1988
- Wunderwirtschaft. DDR-Konsumkultur und Produktdesign in den 1960er Jahren. Sammlung Industrielle Gestaltung, Berlin 1996–1997
- Arbeiten für die Serie - Margarethe Jahny. Designzentrum Sachsen-Anhalt, Dessau 1998
- Schaufenster mit Licht. Galerie Kienzle & Gmeiner, Berlin - 2001
- Im Blick der Massen – Plakate in der DDR. Dokumentationszentrum Alltagskultur der DDR, Eisenhüttenstadt sowie Landtag des Landes Brandenburg, Potsdam – 2002
- Gestaltung ist Kultur. Eine Werkausstellung. Sammlung Industrielle Gestaltung, Berlin - 2002 bis 2003
- Zwei deutsche Architekturen. Institut für Auslandsbeziehungen, internationale Wanderausstellung - 2004 bis 2018
- Alles nach Plan? Formgestaltung in der DDR. Museum in der Kulturbrauerei (Bildserie), Berlin - 2016
- Barkas, Simson, Moccadolly - Der Formgestalter Lutz Rudolph (Bildserie). Museum für Angewandte Kunst, Gera - 2017
- Palast der Republik - Utopie, Inspiration, Politikum. Kunsthalle Rostock - 2019
- Palast der Republik Satellit. KVOST, Berlin - 2019
- Schönheit der Form - Die Designerin Christa Petroff-Bohne. Staatliche Kunstsammlungen Dresden - 2020
- simson, diamant, erika - Formgestaltung von Karl Clauss Dietel. Kunstsammlungen Chemnitz - 2021
- Schönheit der Form - Die Designerin Christa Petroff-Bohne. Museum für Kunst und Gewerbe Hamburg - 2021
- Hin und weg. Der Palast der Republik ist Gegenwart. Humboldt Forum, Berlin - 2024

## Zitate
„Ich schätze Georg Eckelt als einen der besten Sachfotografen seiner Zeit. Auch seine Landschaftsfotografie ist von ganz eigener und hoch-ästhetischer Prägung. Neugier auf das Metier des anderen, fruchtbarer Austausch und das jederzeit herzliche, hilfsbereite Entgegenkommen von Georg Eckelt waren die Basis für eine lebenslange Freundschaft zwischen uns.“